# Adûnakhôr
Ar-Adûnakhôr oz. Adûnakhôr v redki, skrajšani obliki, je izmišljen lik iz Tolkienove mitologije, serije knjig o Srednjem svetu britanskega pisatelja J. R. R. Tolkiena.
Ime si je nadel dvajseti Númenorski kralj kot znak upora proti vilinom in Valarjem zaradi dveh stvari:
1. Númenorskim kraljem je tradicija velela izbrati ime v kvenji, jeziku Visokih vilinov, izraz (Ar-)Adûnakhôr pa je iz adunajščine, njihovega domačega jezika;
2. Pomen besede Adûnakhôr je »Vladar Zahoda«, ki pa so ga uporabljali izključno Valarji, prevsem Manwë.